# Забродье (Обидовичский сельсовет)
Забро́дье (бел. Заброддзе) — бывшая деревня в составе Обидовичского сельсовета Быховского района Могилёвской области Республики Беларусь. Упразднена 27 сентября 2013 года решением Быховского районного Совета депутатов.

## Население
- 2010 год — 1 человек